# Los Cretinos
Los Cretinos (The Twits en inglés) es un libro del escritor Roald Dahl, con ilustraciones de Quentin Blake, publicado en 1980.

## Trama
Se basa en 2 personajes: la señora y el señor Cretino se caracterizan por ser cretinos, sucios y horribles.
La señora Cretino siempre intenta gastarle bromas a su pareja el señor Cretino quien, a su vez, también intenta gastarle bromas a ella.
Su casa es horripilante y fea, en ella se vivirán aventuras junto a una familia de monos a los que tienen como prisioneros y  pájaros que cansados de que los Cretinos maten para hacer un pastel los miércoles y harán lo posible por gastarles una broma a los personajes que tanto han hecho sufrir. Finalmente la pareja se rinde por la broma jugada por los monos y los pájaros y todos son felices.      
En algunos momentos de la historia se usa el pegamento que tenía el señor cretino.

## Personajes
El señor Cretino: es un hombre horripilante y odioso. Tiene una barba en la que cuando come todo se le pega y una cabellera muy sucia y grande, tiene pelos en toda su cara (a excepción de la frente, ojos y nariz).
La señora Cretino: es fea y odiosa. No es barbuda, aunque por lo menos habría tapado su fealdad. Ella no nació fea, sino que por su carácter y por el tiempo se transformó.
Chimpa: es el padre de la familia de los monos que tienen como prisioneros Los Cretinos.
El pájaro Gordinflón: es el que ayuda a Chimpa para vengarse de Los Cretinos

## Capítulos del libro
- Caras peludas
- El señor Cretino
- Barbas sucias
- La señora Cretino
- El ojo de cristal
- La rana
- Los gusanos-espaguettis
- El bastón raro
- La señora Cretino sufre de encogimiento
- La señora Cretino se somete a estiramiento
- La señora Cretino se eleva con los globos
- La señora Cretino desciende con los globos
- El señor Cretino se lleva un susto espantoso
- La casa, el árbol y la jaula de los monos
- La cola pegajosa Pegamín
- Cuatro niños encolados
- El gran circo de monos cabeza abajo
- El pájaro gordinflón viene al rescate
- El señor Cretino se queda sin pastel de pájaro
- Sigue sin haber pastel de pájaro para el señor Cretino
- El señor y la señora Cretino salen a comprar escopetas
- Chimpa tiene una idea
- Empieza la gran pintada de cola
- La alfombra en el techo
- Los muebles suben al techo
- Los cuervos también colaboran
- Los Cretinos se ponen cabeza abajo
- Los monos se escapan
- Los Cretinos padecen el encogimiento